# Inabtanin
Inabtanin — викопний рід аждархоїдних птерозаврів з пізньокрейдяної формації Муваккар в Йорданії. Рід містить один вид, I. alarabia, відомий за частковим скелетом. Інабтанін представляє один із найповніших таксонів птерозаврів, відомих в афро-аравійському регіоні.

## Відкриття та найменування
Зразок голотипу Inabtanin, YUPC-INAB-6-001–010, був виявлений у фосфатних шахтах, що представляють відкладення формації Muwaqqar (місцевість «Інаб-6») поблизу Руссейфи, Йорданія. Зразок складається з більшої частини верхньої та нижньої щелеп, чотирьох часткових шийних хребців, лівої лопатково-коракоїдної та плечової кісток, а також більшої частини правої передньої кінцівки (включаючи плечову кістку, променеву кістку, ліктьову кістку, четверту п'ясткову кістку та першу фалангу крила. Про викопний матеріал вперше було повідомлено в анотації конференції у 2018 році до його офіційного опису.
У 2024 році Розенбах та ін. описав Inabtanin alarabia як новий рід і вид аждархоїдних птерозаврів на основі цих викопних останків. Родова назва, Inabtanin, походить від Tal Inab (арабською мовою означає «виноградний пагорб») — назви пагорба особливого виноградного кольору поблизу типової місцевості — у поєднанні з «tanin», арабським словом, що означає «дракон». У назві також використовується англійське слово «tannin» — похідне від французького «tanin» — яке стосується забарвлення. Отже, передбачуваним значенням є як «виноградний дракон», так і «виноградного кольору». Видова назва, аларабія, відноситься до Аравійського півострова.

## Опис
На основі злиття лопатково-коракоїдної та апендикулярної кісток епіфізів голотип Inabtanin можна ідентифікувати як дорослу особину. Це великий птерозавр з розмахом крил приблизно 5 метрів. Для порівняння, скам'янілості, знайдені біля голотипу Inabtanin, приписаного azhdarchid Arambourgiania, належать тваринам із більшим розмахом крил приблизно 10 метрів.
Деякі характеристики, які спостерігаються в Inabtanin, включаючи беззубий дзьоб, великий розмір тіла, морфологію плечової кістки та структуру внутрішньої кістки крила, як правило, очікуються в таксонів azhdarchid. Однак шийні хребці не надто подовжені, а на щелепних кістках відсутні живильні отвори. Ці риси більше схожі на неаждархових членів Azhdarchoidea, що свідчить про більш базальне положення для цього роду.